# Речица (Каменецкий район)
Речица (бел. Рэчыца) — деревня в Каменецком районе Брестской области Белоруссии. Административный центр Речицкого сельсовета. Население — 177 человек (2019).

## География
Речица находится в 13 км к востоку от города Каменец. Деревне находится близ восточной оконечности Каменецкого района близ границ с Кобринским, Жабинковским и Пружанским районами. Местность принадлежит к бассейну Вислы, километром севернее протекает река Левая Лесная, левая составляющая реки Лесная. К северу от деревни находится деревня Мельники, к западу — Кривляны, к востоку — Бояры. По северной окраине деревни проходит автодорога Р102 Каменец — Кобрин.

## Достопримечательности
- Успенская церковь. Каменная православная церковь, построена в 1875 году. Церковь включена в Государственный список историко-культурных ценностей Республики Беларусь[3] —  Историко-культурная ценность Республики Беларусь, шифр 113Г000367
- Братская могила советских воинов и памятник землякам, погибшим в войну. Памятник установлен в 1978 году.[4].